# Észak-Amerika UNESCO globális geoparkjai
Észak-Amerika UNESCO Globális Geoparkjai jelenleg nem tömörülnek regionális geopark hálózatba, eltérően a többi kontinens hasonló összefogásaitól. 2020-ban három UNESCO Globális Geopark volt Kanada területén, és számos aspiráns, vagy tervezés alatt álló geopark, melyeket a nemzeti szintű Kanadai Geopark Hálózat fog össze. Az Amerikai Egyesült Államokban jelenleg nem találhatók UNESCO címmel rendelkező geoparkok, de a jövőben tervezik alapításukat.
A geopark mozgalom mellett a kontinens geodiverzitásának további elemei jelennek meg a világörökségi listán is, döntően a VIII és VII kritériumok alatt.

## UNESCO Globális Geoparkok
| UNESCO Globális Geopark | Kép | Elhelyezkedés | Terület (km2) | Felvétel éve | Geodiverzitás |
| ----------------------- | --- | --- | ------------- | ------------ | --- |
| Percé                   |     | Québec · Kanada · é. sz. 48° 31′ 18″, ny. h. 64° 13′ 02″48.521642°N 64.217264°WPercé UNESCO Global Geopark                  | 555           | 2018         | Az Appalache-hegységben található geopark kőzetei és fosszíliái 500 millió év fejlődéstörténetét dokumentálják, a paleozoikumi hegységképződésektől és vulkáni és tektonikus tevékenységektől az Eurázsiai és az Észak-Amerikai kőzetlemezek szétválásán át egészen a negyedidőszaki eljegesedésig. Fontos helyszín a kanadai geológiai kutatások szempontjából is, hiszen itt indult meg az ország geológiai térképezése William Edmond Logan vezénylete alatt. . |
| Stonehammer             |     | Új-Brunswick · Kanada · é. sz. 45° 34′ 46″, ny. h. 65° 32′ 40″45.579444°N 65.544444°WStonehammer UNESCO Global Geopark      | 2500          | 2010         | A prekambriumtól a negyedidőszakig terjedő skálát felölelő feltárások, ősmaradványok és felszínformák kulcsfontosságú helyszínek voltak a kanadai geológia kezdeti időszakában. A terület komplex földtani viszonyait Abraham Pineo Gesner a Brit Birodalom első, gyarmatokon dolgozó geológusa, illetve a geopark névadója, a Steinhammer Club fiatalk kutatói vizsgálták először a 19. század közepén, így tudománytörténeti szempontból kiemelkedő a terület.   |
| Tumbler Ridge           |     | Brit Columbia · Kanada · é. sz. 54° 59′ 24″, ny. h. 121° 22′ 48″54.990000°N 121.380000°WTumbler Ridge UNESCO Global Geopark | 7822          | 2014         | A Tumbler Ridge globális jelentőségű őslény lelőhely, kréta időszaki dinoszaurusz maradványokkal és lenyomatokkal, illetve triász hűllő- és halfajok fosszíliáival. A prekambriumtól a krétáig tartó üledékképződés rétegsorát a Larámi-hegységképződés erői gyűrték a magasba, melynek változatos felszínét tovább formálta, szabdalta a negyedidőszaki eljegesedés.                                                                                              |

## Aspiráns geoparkok
A Kanadai Geopark Hálózat nyilvántartása szerint az alábbi geopark projektek futnak jelenleg, melyek a jövőben az UNESCO Globális Geopark címre pályázhatnak. A lista tartalmazza azokat a tervezett geoparkokat is, melyek létesítése az Amerikai Egyesült Államokban merült fel.
| Name                    | Location |
| ----------------------- | --- |
| Discovery               | Új-Fundland és Labrador · Kanada · é. sz. 48° 33′ 08″, ny. h. 53° 08′ 18″48.552171°N 53.138424°WDiscovery Aspiring UNESCO Global Geopark        |
| Cabox                   | Új-Fundland és Labrador · Kanada · é. sz. 48° 50′ 00″, ny. h. 58° 29′ 03″48.833425°N 58.484259°WCabox Aspiring UNESCO Global Geopark            |
| Cliffs of Fundy         | Új-Skócia · Kanada · é. sz. 45° 41′ 44″, ny. h. 64° 27′ 05″45.695569°N 64.451251°WCliffs of Fundy Aspiring UNESCO Global Geopark                |
| Saguenay                | Québec · Kanada · é. sz. 48° 25′ 42″, ny. h. 71° 04′ 21″48.428210°N 71.072578°WSaguenay Aspiring UNESCO Global Geopark                          |
| Charlevoix              | Québec · Kanada · é. sz. 47° 36′ 51″, ny. h. 70° 10′ 10″47.614235°N 70.169386°WCharlevoix Aspiring UNESCO Global Geopark                        |
| Temiskaming Rift Valley | Québec / Ontario · Kanada · é. sz. 47° 32′ 02″, ny. h. 79° 32′ 09″47.533870°N 79.535742°WTemiskaming Rift Valley Aspiring UNESCO Global Geopark |
| Ohnia:kara              | Ontario · Kanada · é. sz. 43° 03′ 29″, ny. h. 79° 17′ 25″43.058164°N 79.290213°WOhnia:kara UNESCO Global Geopark                                |
| Big Impact Sudbury      | Ontario · Kanada · é. sz. 46° 26′ 11″, ny. h. 81° 02′ 30″46.436518°N 81.041567°WBig Impact Sudbury UNESCO Global Geopark                        |
| Saanich Inlet           | Brit Columbia · Kanada · é. sz. 48° 38′ 54″, ny. h. 123° 30′ 14″48.648270°N 123.503908°WSaanich Inlet an Aspiring UNESCO Global Geopark         |
| Appalachian             | Nyugat-Virginia · USA · é. sz. 39° 38′ 46″, ny. h. 79° 58′ 02″39.646195°N 79.967281°WAppalachian Aspiring UNESCO Global Geopark                 |
| Gold Belt               | Colorado · USA · é. sz. 38° 47′ 14″, ny. h. 105° 27′ 36″38.787210°N 105.460013°WGold Belt Aspiring UNESCO Global Geopark                        |
| Keeweenaw               | Michigan · USA · é. sz. 47° 15′ 02″, ny. h. 88° 19′ 51″47.250616°N 88.330869°WKeeweenaw Aspiring UNESCO Global Geopark                          |

## Kanadai Geopark Hálózat
A Kanadai Geoparkok Nemzeti Bizottsága ( Canadian National Committee for Geoparks - CNCG) avagy a Kanadai Geopark Hálózat (Canadian Geoparks Network) 2009-ben jött létre a Kanadai Földtudományi Szövetség (Canadian Federation of Earth Sciences - CFES) támogatásával. A Globális Geopark Hálózat nemzeti képviselőjeként feladati közé tartozik a kanadai UNESCO Globális Geopark pályázatok koordinálása, és a tudásmegosztás, kapcsolatteremtés a már UNESCO címmel rendelkező, illetve aspiráns geoparkok között. Mindehhez ajánlásokat dolgoz ki, a pályázati folyamatot támogatja terepszemlékkel és SWOT-elemzéssel. 
Észak-Amerikában jelenleg nincsen más kontinensekhez hasonló regionális szervezet, mint például az Európai Geopark Hálózat. Így regionális geopark hálózat, illetve egyesült államokbeli UNESCO Globális Geoparkok híján a nemzetközi konferenciákon, illetve szakmai egyeztetéseken a Kanadai Geopark Hálózat képviseli egyelőre a kontinenst. 

## Észak-Amerika geodiverzitásának megjelenése további nemzetközi egyezményekben

### Világörökség
A világörökség listája jelenleg (2020) 16 helyszínt tartalmaz a kontinensen, melyek a VIII kritérium értelmében a földtörténet szempontjából egyetem értékűnek számítanak. 
- Great Smoky-hegység Nemzeti Park (Egyesült Államok)
- Carlsbad Caverns Nemzeti Park (Egyesült Államok)
- Mamut-barlang Nemzeti Park (Egyesült Államok)
- Everglades Nemzeti Park (Egyesült Államok)
- Grand Canyon Nemzeti Park (Egyesült Államok)
- Yellowstone Nemzeti Park (Egyesült Államok)
- Yosemite Nemzeti Park (Egyesült Államok)
- Joggins-szirtek (Kanada)
- Miguasha Nemzeti Park (Kanada)
- Mistaken Point (Kanada)
- Kluane Nemzeti Park / Wrangell-Saint Elias Nemzeti Park / Glacier Bay Nemzeti Park / Tatshenshini-Alsek Tartományi Park (Kanada)
- A kanadai Sziklás-hegység nemzeti és tartományi parkjai (Kanada)
- Dinoszaurusz Tartományi Park (Kanada)
- Gros Morne Nemzeti Park (Kanada)
- Nahanni Nemzeti Park (Kanada)
- Ilulissat Icefjord (Greenland, Denmark)

További, a földtani örökség szempontjából fontos helyszínek találhatók még a VII kritérium alatt is,  mely a páratlan természeti szépséggel és kiemelkedő esztétikai értékkel bíró területeket takarja (a VIII és VII alatt is szereplő helyszínek nem szerepelnek duplán):
- Olympic Nemzeti Park (Egyesült Államok)
- Waterton-Glacier Nemzetközi Békepark (Kanada, Egyesült Államok)

## Külső hivatkozások
- Kanadai Geopark Hálózat (hozzáférés: 2020. Január 22.)

## Fordítás
Ez a szócikk részben vagy egészben  a   List of UNESCO Global Geoparks in North America című angol Wikipédia-szócikk fordításán alapul.  Az eredeti cikk szerkesztőit annak laptörténete sorolja fel. Ez a jelzés csupán a megfogalmazás eredetét és a szerzői jogokat jelzi, nem szolgál a cikkben szereplő információk forrásmegjelöléseként.